# Feuerknopf

Elemente eines Joysticks mit einem Feuerknopf an Position 3: 1) Griff 2) Sockel 3) Feuerknopf 4) Zusatzknöpfe 5) Autofeuer-Schalter 6) Schubregler 7) Cooliehat 8) Saugnapf

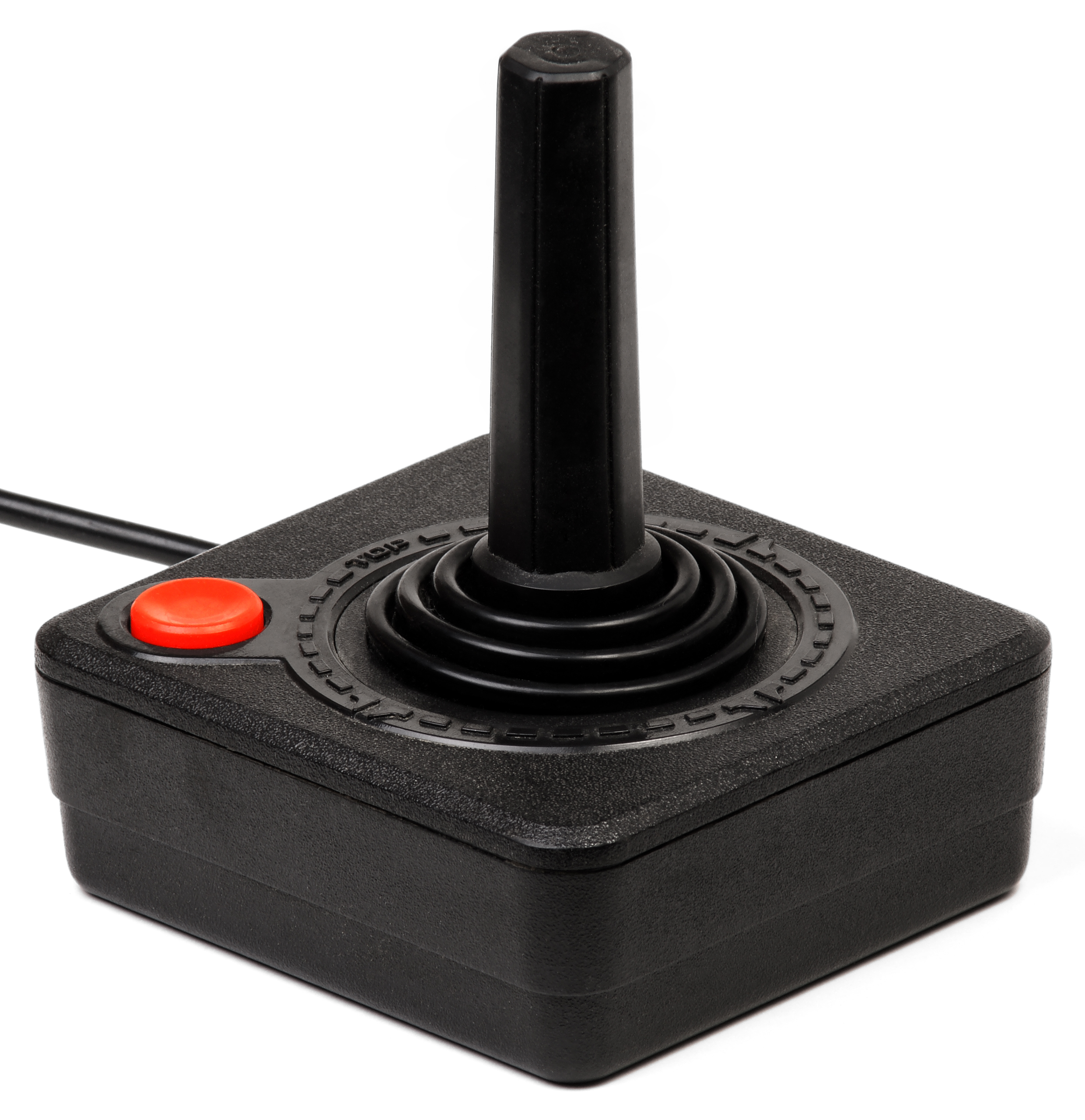
Atari-Joystick mit rotem Feuerknopf

Ein Feuerknopf ist üblicherweise ein Drucktaster an einem Joystick, mit dem in Videospielen die wichtigste Funktion in diesem Spiel ausgeführt wird. Bei Arcade-Spielen ist das oft ein Schuss der eigenen Spielfigur. Bei dem Drucktaster kann es sich sowohl um einen analogen als auch um einen digitalen Taster handeln. Der Taster ist entweder im Steuerknüppel des Joysticks eingelassen (z. B. Quickshot II) oder befindet sich im Gehäuse des Joysticks selbst (z. B. Joystick des Atari 2600 oder Competition Pro).